# Gypsy
«Gypsy»  — песня американской певицы и автора песен Леди Гаги из её третьего студийного альбома Artpop. Трек был написан самой певицей, RedOne, Madeon и Полом Блэром (DJ White Shadow).

## О песне
«Gypsy» евро-поп композиция с примесью электро-поп и хаус музыки. Rolling Stone сравнили песню с музыкой 80-х годов.
В октябре 2013 года, Гага исполнила «Gypsy» за роялем во время пред-прослушивания альбома в Берлине. Певица сказала, что написала эту песню когда путешествовала по миру. Выступление было названо критиками как «вызывающее» из-за костюма и накладных усов на лице исполнительницы. Трек был исполнен во время концерта ArtRave в ноябре 2013 года, и на шоу Saturday Night Live. Также «Gypsy» была исполнена во время ТВ шоу Lady Gaga and the Muppets' Holiday Spectacular в честь Дня Благодарения на канале ABC.
«Gypsy» получила в основном положительные отзывы от критиков. Адам Марковиц из Entertainment Weekly посчитал композицию лучшей на альбоме . Джим Фарбер из New York Daily News также назвал трек одним из ключевых. Мэтт Руссонеэлло из Celebuzz, сравнил «Gypsy» с синглом 2011 года «The Edge of Glory», и предположил о становлении песни синглом. Гэрри Ганс из Rolling Stone оценил простой текст композиции. Крис Босман из журнала Time отметил, что «Gypsy» наряду с промосинглом «Dope» является «смягчением» альбома. В Южной Корее, после выхода Artpop, песня дебютировала под номером 35 в чарте синглов Гонконга, с количеством продаж 4768 копий.

## Чарты
| Чарт                             | Высшая позиция |
| -------------------------------- | -------------- |
| South Korea (Gaon Chart)         | 35             |
| US Pop Digital Songs (Billboard) | 26             |